# Густавсбери (Вермдьо)
 Тази статия е за града в община Вермдьо.  За града в община Сундсвал вижте Густавсбери (Сундсвал).  
Густавсбери (на шведски: Gustavsberg) е град в лен Стокхолм, източната част на централна Швеция. Главен административен център на община Вермдьо. Разположен е на брега на Балтийско море в залива Ингарьоферден. Намира се на около 20 km на североизток от централната част на Стокхолм. Има малко пристанище. Населението на града е 11 333 жители според данни от преброяването през 2010 г.